# Schlafende Diana, von zwei Faunen belauscht
Schlafende Diana, von zwei Faunen belauscht ist der Titel eines Gemäldes des Schweizer Künstlers Arnold Böcklin im Museum Kunstpalast in Düsseldorf. Es gilt als ein frühes Werk des Symbolismus.

## Beschreibung und Bedeutung
Anknüpfend an die griechische Mythologie und die Metamorphosen (Buch 3, Verse 131–252) des antiken römischen Dichters Ovid stellt der Künstler in einer Szene, die den ovidischen Stoff weitererzählt, zwei ältere Faune als Symbole männlicher Libido dar, die auf ihrem Streifzug durch ein felsiges Gebirge die schlafende Göttin Diana entdeckt haben. Als Göttin des Jagd ist sie durch ihren Köcher attribuiert. In diesem befinden sich Pfeile, mit denen sie ihre Beute erlegt.
Der blonde der beiden Faune ist voyeuristisch angezogen von der weiblichen Gestalt Dianas. Dies entspricht dem Rollenbild der antiken Mythologie für Faune, Pane und Satyrn, die das Prinzip des männlichen Fortpflanzungstriebs verkörpern. Für die Figur der Diana, die neben der Jagd auch die Keuschheit und Jungfräulichkeit versinnbildlicht, lieferte Böcklins Ehefrau Angela, geborene Pascucci (1836–1915), das Modell. Auf der Jagd ermüdet, gebettet auf einen tiefblauen Mantel, ist sie in den Schlaf gesunken. Der Künstler präsentiert sie wie eine Amazone der griechischen Klassik, leichtbekleidet mit einem goldfarbenen Chiton, der eine ihrer Brüste unbedeckt lässt und so durchsichtig ist, dass sich ihr Nabel und ihre Scham darunter abzeichnen. Auch ihre roten Schnürschuhe betonen weibliche Erotik.

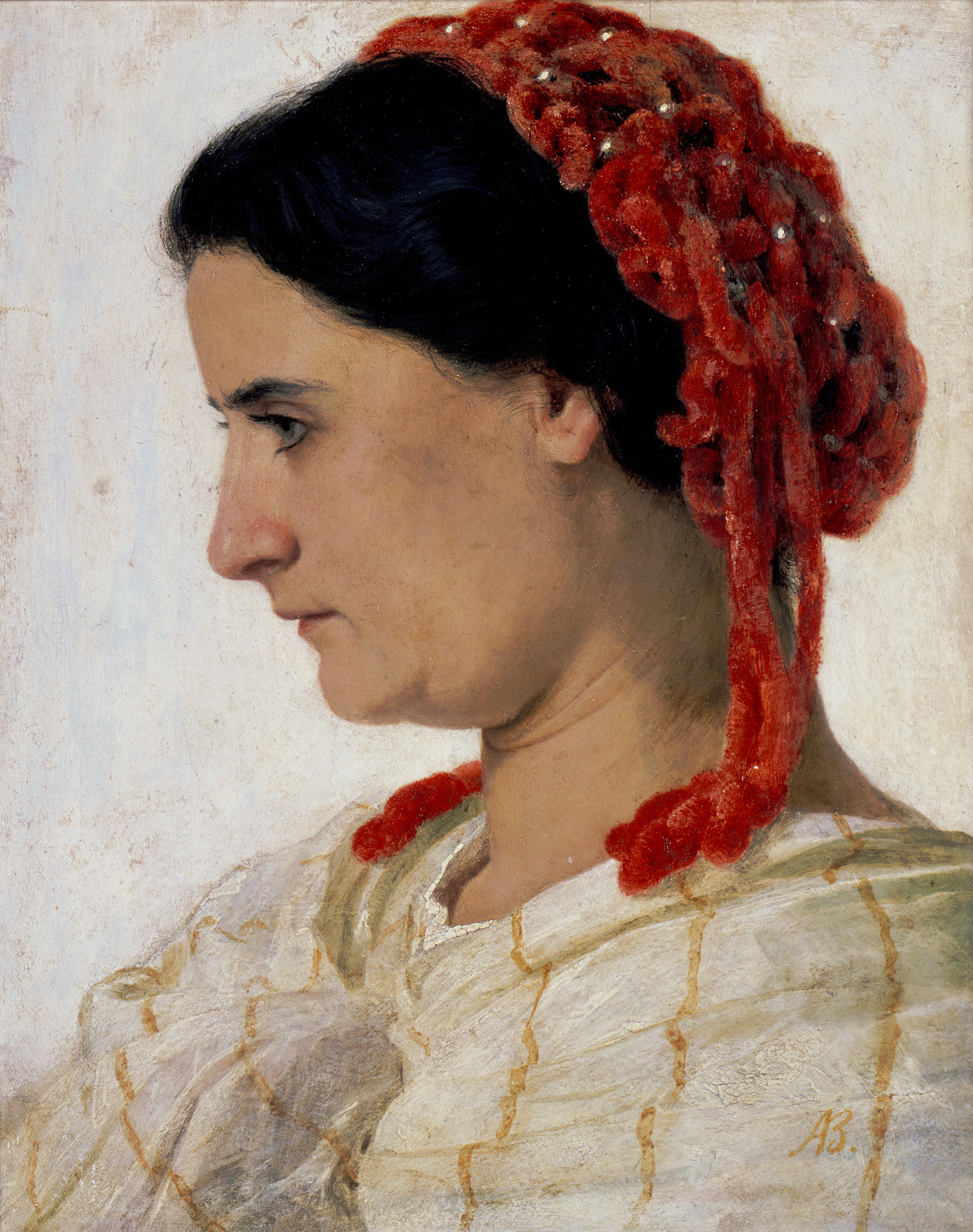
Arnold Böcklin: Angela Böcklin mit rotem Haarnetz, 1863, Alte Nationalgalerie

Mit lüstern geöffneten Augen und Mund reckt sich der Blonde auf, um über einen Felsbrocken zu steigen, der ihn vom delikaten Ziel seiner männlichen Begierde noch trennt. Jedoch wird er von dem zweiten Faun hinter ihm, in dessen Miene sich blankes Entsetzen spiegelt, an seinen Schultern gefasst und zurückgehalten. Der Gesichtsausdruck der Panik reflektiert dessen Wissen um das schlimme Schicksal Aktaions, der die nackte Diana beim Bade überrascht hatte und für seinen Frevel von ihr in einen Hirsch verwandelt worden war. Anschließend hatten Aktaion seine eigenen Jagdhunde, die ihn so nicht mehr als ihren Herrn erkennen konnten, zerfleischt.
Die dem mythischen Geschehen als Bühne und poetischer Rahmen dienende romantische Landschaft, die eine schroffe, windige Gegend im Hochgebirge unter einem weitgehend von Haufenwolken bedeckten Himmel, eine Felsnadel mit Hain, dunkle Felsbrocken mit Flechten- und Moosbewuchs sowie am rechten Bildrand eine Tiefenperspektive auf eine entfernte Hügelkette zeigt, folgt Mustern der heroischen Landschaft und ist in einem Kolorismus dargestellt, der Vorbildern der Frührenaissance verbunden ist, aber bereits in die kühleren Töne des Spätwerks des Künstlers tendiert und vom Naturalismus zum Jugendstil hinüberleitet.
Die im Zustand der Aktivität und Erregung dargestellten Oberkörper und Gesichter der Faune erscheinen wild und braungebrannt und betonen durch Behaarung männliche Geschlechtsmerkmale, während der weibliche Akt Dianas als Liegefigur in makellosem, elfenbeinfarbenem Inkarnat und passiver Hingabe die Femme fragile und somit die soziale Rolle eines traditionellen Frauenbildes des 19. Jahrhunderts widerspiegelt. Auf den zweiten Blick weist der mythologische Bildgehalt allerdings auf Dianas Gefährlichkeit für Sterbliche hin und deutet so das Sujet der Femme fatale an, eines beliebten Motivs der Kunst des Symbolismus und der Salonmalerei des Fin de Siècle.
In ihrer ins Groteske und Phantastische reichenden Darstellung ist die Bildszene auch nicht frei von Komik. Insbesondere zeigt sich dies in der Grimasse des zweiten Fauns, die als Karikatur aufgefasst werden kann. Seine pelzigen Ohren stehen breit ab und seine Bockshörner wirken nicht aufgerichtet, sondern scheinen zu „fliehen“. In seiner kauzigen Ängstlichkeit widerspricht seine Gestalt herrschenden Männlichkeitsidealen. Der Schweizer Kunstkritiker und Böcklin-Intimus Albert Fleiner berichtete, der Künstler habe in einem der Faune, offensichtlich in dem Blonden, den früheren Malerfreund Franz Lenbach karikiert. In dem anderen, dem jämmerlichen Faun könnte man den Kunstsammler Adolf Friedrich von Schack erblicken, der bis 1874 der Hauptabnehmer Böcklinscher Gemälde gewesen war.

## Entstehung und Rezeption

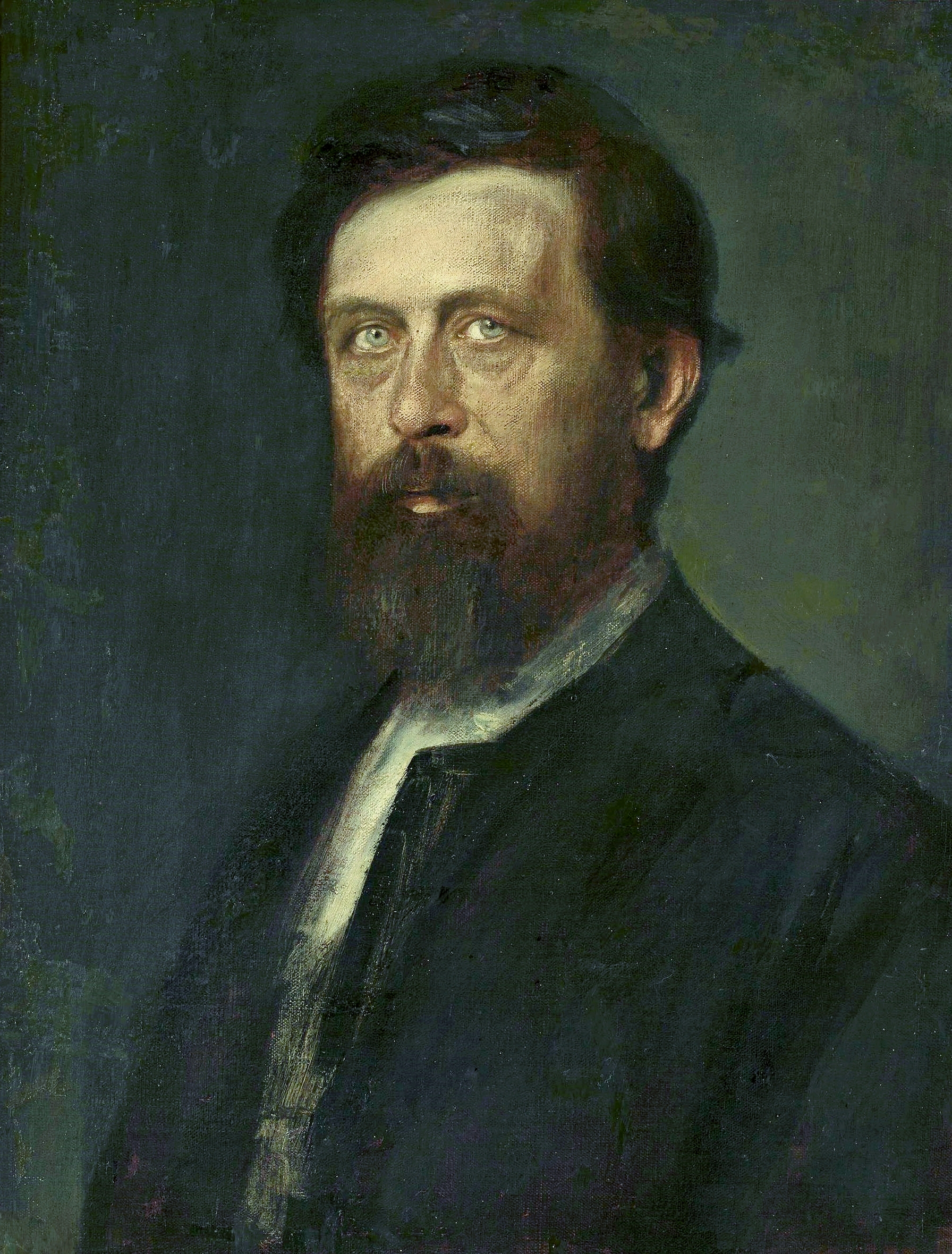
Arnold Böcklin, 1875 gemalt von Franz Lenbach

Der Schweizer Maler Arnold Böcklin studierte von 1845 bis 1847 an der Kunstakademie Düsseldorf bei Johann Wilhelm Schirmer, Theodor Hildebrandt und Rudolf Wiegmann, die auf intensives Naturstudium und Kenntnisse der Werke Alter Meister großen Wert legten. Ab 1850 bereiste Böcklin Rom. Dort verkehrte er in den Zirkeln der Deutschrömer.  Nach Stationen in Deutschland übersiedelte er 1874 nach Florenz und entwickelte im Kreis um Adolf von Hildebrand und Aby Warburg seinen spezifischen Stil, der ihn zu einem der wichtigsten Maler des ausgehenden 19. Jahrhunderts machte und Surrealisten  wie Max Ernst und Salvador Dalí sowie einen Künstler der Pittura metafisica wie Giorgio de Chirico inspirierte.

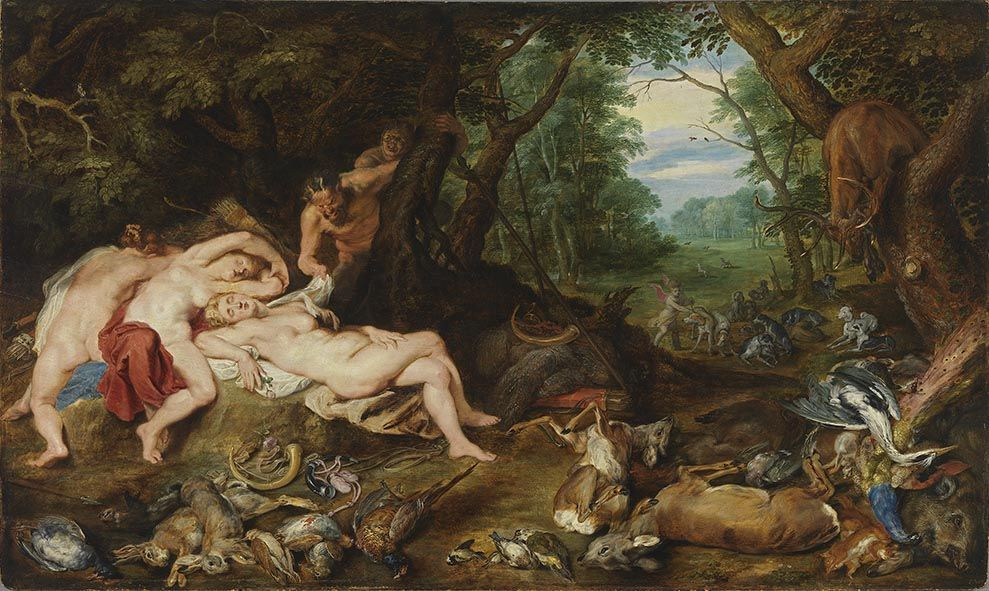
Jan Brueghel der Ältere und Werkstatt: Dianas schlafende Nymphen, um 1600, Bayerische Staatsgemäldesammlungen

1877, während seines Aufenthalts in einem Atelier des Palazzo dei Pittori des russischen Malers Wladimir Dmitrijewitsch Swertschkow in Florenz, das er von 1874 bis 1885 nutzte, erarbeitete er auf der Grundlage von Vorstudien das Motiv zu diesem Bild. Hierbei stützte er sich auf eine mindestens 25-jährige Auseinandersetzung mit dem mythologischen Stoff. Als altmeisterliches Vorbild könnte das in München ausgestellte Gemälde Dianas schlafende Nymphen von Jan Brueghel dem Älteren gedient haben. Bereits 1852 hatte er mit „heidnischem Behagen“ in der Kohlezeichnung Römische Landschaft mit Faun und Nymphen einen Nymphen beschleichenden, bärtigen Faun gezeichnet. Dieses Motiv lehnte sein damaliger Mäzen Adolf Friedrich von Schack allerdings ab. 1862 bearbeitete er die antike Gestalt der Diana nach dem ovidischen Stoff. Gestalten aus der griechischen Mythologie, insbesondere niedrige Naturdämonen wie Nymphen, Pane und Faune, die er als naturwüchsige Verkörperung des Eros, als Ausdruck der Wollust und Sexualität, auffasste, hatten es dem Künstler, der vor dem Hintergrund der Sexualethik des 19. Jahrhunderts von dem gründerzeitlichen Faszinosum des „ruchlos Sündig-Sinnlichen“ beeindruckt war, besonders angetan. Entscheidenden Einfluss auf seine künstlerische Entwicklung nahmen pompejanische Wandbilder, die er 1863 bei seinem zweiten Italienaufenthalt in Neapel und Pompeji studiert hatte.
Ende des 19. Jahrhunderts rechnete der Kunsthistoriker und Böcklin-Biograf Franz Hermann Meißner das Werk „zu den schönsten Böckliniana“. Der Dichter Rainer Maria Rilke, der das Bild zur Jahrhundertwende in einer Privatsammlung gesehen hatte, beschrieb es in seinem Tagebuch enthusiastisch:

„Ich sah da zuerst einen sehr starken Böcklin, schlafende Jägerin an einem Felsblock, von zwei braunen Faungestalten angeschaut. Es geht eine sehr große, breite Bewegung durch das farbige Bild. Die beiden Faune, der alte und der junge, stemmen sich in ihrem lüsternen Gespanntsein auf dem graugrün-moosigen Felsblock, vor welchem schleierverhüllt der gelöste Körper der Göttin ruht auf dunkelblauem Mantel und rote Lederschuhe an
den herrlich schlafenden Füßen. In Wolken und Bäumen scheint überall diese Gebärde des Aufstemmens und Schauens sich zu wiederholen, ein großes Schreckhaftsein zuckt in dem ganzen sehr einheitlichen Bilde.“

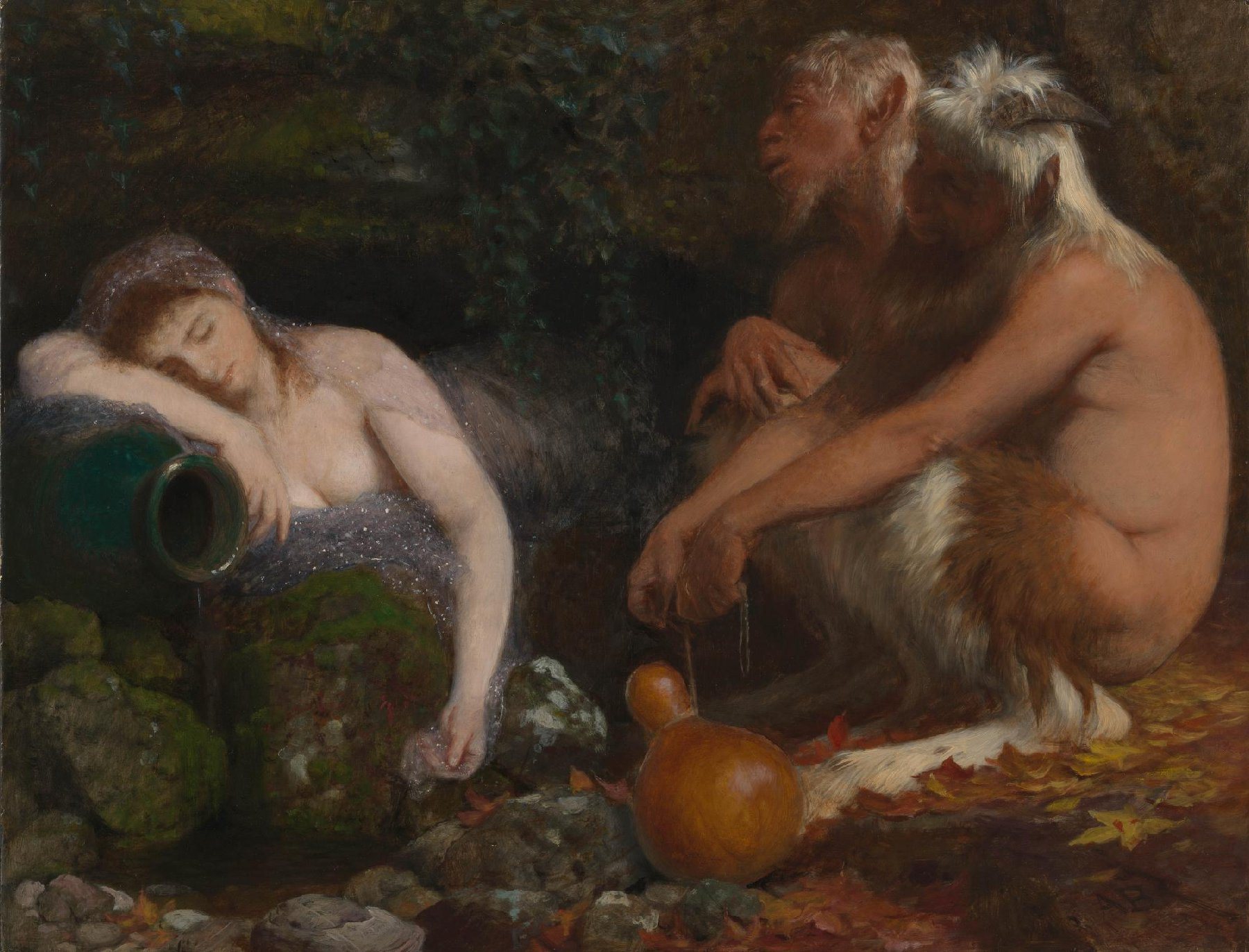
Arnold Böcklin: Schlafende Nymphe, belauscht von zwei Faunen, 1884, Van Gogh Museum

1898 erschien im Verlag von Johann Jacob Weber, Leipzig, in einer Mappe unter dem Titel „Sechszehn Holzschnitte nach Gemälden. Arnold Böcklin (Meisterwerke der Holzschneidekunst. Neue Folge, Heft V)“ eine Xylografie des Gemäldes auf Japanpapier (43,5 × 53,3 cm).
Auf Grundlagen der Einfühlungstheorie wurden Böcklins mythologische Figuren und Landschaften von dem Kunsthistoriker Hubertus Kohle als „anthropomorphisierende Projektionen“ gedeutet, die den Primitivismus der Modernen Kunst vorbereitet hätten. Sein Schaffen charakterisierte er in diesem Zusammenhang als „mythische Kunstpraxis“, die eine „Poesie des Traums“ einer rationalen Naturbetrachtung gegenüberstellte. Nach der Monster Theory (1996) von Jeffrey Jerome Cohen (* 1964) erklärte die Kunsthistorikerin Kerstin Borchhardt Böcklins Darstellung von Mischwesen als künstlerische Möglichkeit, eine gesellschaftlich akzeptierte und eingängige, von der Evolutionstheorie sowie zeitgenössischen Vorstellungen von Hominiden und Neandertalern angeregte, dem Zeitgeist entsprechende Bildformel für liminale Befindlichkeiten des Menschen zu entwickeln.

## Provenienz
Der Bankier und Kunstsammler Eduard Ludwig Behrens sen. (1824–1895), Inhaber des Bankhauses L. Behrens & Söhne aus Hamburg, erwarb das Bild 1894 in der Verlagsanstalt für Kunst und Wissenschaft, vorm. Bruckmann, München. Aus dem Nachlass des Sohnes Eduard L. Behrens jun. (1853–1925) erhielt dessen Ehefrau Franziska Behrens, geborene Gorissen (1856–1951), es 1925 im Erbgang. Als „Mischling ersten Grades“ unterlag Franziska Behrens der Verfolgung durch die 1935 eingeführten nationalsozialistischen Rassegesetze. Zum 1. April 1935 waren die Werke der Kunstsammlung Behrens, darunter auch das hier behandelte Böcklin-Gemälde, auf Grundlage der Reichsverordnung zum „Schutz national wertvollen Kunstbesitzes“ vom 11. Dezember 1919 in das Verzeichnis national wertvoller Kunstwerke aufgenommen worden, so dass ihr Verkauf nur noch im Inland möglich war. Zwischen April 1935 und März 1939 erwarb das Deutsche Reich das Werk über die Galerie der Kunsthändlerin Maria Almas-Dietrich und stellte es dem Sonderauftrag Linz zur Verfügung. Almas-Dietrich hatte 1936 Heinrich Hoffmann, einen Fotografen Adolf Hitlers, kennengelernt und über diesen erste Aufträge erhalten, Kunst für Hitler zu erwerben.
Nachdem das Bild ab 1943 in das Salzbergwerk Altaussee in der Steiermark eingelagert war, um es vor Kriegseinwirkungen zu schützen, wurde es nach dem Zweiten Weltkrieg am 10. Oktober 1945 vom US-amerikanischen Kunstschutz in den Munich Central Collecting Point verbracht und am 1. Dezember 1948 von der US-amerikanischen Militärregierung mit anderen Kunstgegenständen in die Treuhänderschaft des bayerischen Ministerpräsidenten Hans Ehard übergeben. Mit Gründung der Bundesrepublik Deutschland wurde das Werk 1949 gemäß Artikel 134 Grundgesetz Bundesvermögen. Seit 1966 war es als Dauerleihgabe dem Kunstmuseum Düsseldorf zur ständigen Ausstellung überlassen. Im Ergebnis eines Restitutionsverfahrens, das von 2006 bis 2010 dauerte, kam das Gemälde im Jahr 2009 in das Eigentum der „Erbengemeinschaft des Nachlasses Eduard L. Behrens“. Von dort erwarb es die Stiftung Museum Kunstpalast im Jahr 2010 mit Hilfe der Landeshauptstadt Düsseldorf, der Bezirksregierung Düsseldorf, der Kunststiftung Nordrhein-Westfalen, der Kulturstiftung der Länder und des Beauftragten der Bundesregierung für Kultur und Medien.